# 生活橱窗
《生活橱窗》（英語：Life's Shop Window）是詹姆斯·戈登·爱德华兹执导、克莱尔·惠特尼和斯图尔特·霍姆斯主演的1914年美国无声劇情片，改编自1907年安妮·索菲·科里的同名小说，讲述英格兰孤儿莉迪亚·威尔顿（惠特尼饰）和丈夫伯纳德·切特温（霍姆斯饰）的故事。两人合法结婚，但因没有公开导致女方被控未婚生子。威尔顿被迫离开英格兰，后在亚利桑那州与丈夫团聚。她在美国遇到故友尤斯塔斯·佩勒姆，差点做出对不起丈夫的事，但在紧要关头幡然醒悟后回到家人身边。
威廉·福克斯创办的票房吸引公司（福克斯电影公司的前身）此前只负责电影分销，《生活橱窗》是该司制作的第一部电影。多篇评论认可片中对原著情节的取舍，但对电影本身品质态度褒贬不一。电影在纽约的首映大获成功，这又成为在其他地区宣传的重要卖点。如今，《生活橱窗》与福克斯公司大部分早期作品一样，很可能已因1937年福克斯金库火灾在历史长河消失。

## 剧情
伯纳德·切特温（Bernard Chetwin）在约翰·安德森（John Anderson）位于英格兰的农场寄宿，他很讨厌安德森娇纵的女儿贝拉（Bella），反倒喜欢上女佣莉迪亚·威尔顿（Lydia Wilton）。威尔顿是孤儿，她与切特温聊起对幸福生活的向往，两人堕入爱河。在此期间，威尔顿还结识尤斯塔斯·佩勒姆（Eustace Pelham），听他谈起所谓“生活橱窗”的人生哲学：许多人仅凭十分肤浅的理由就会做出人生重大决定。不久，切特温和威尔顿秘密举办婚礼。
为了给新家庭提供物质基础，切特温远赴亚利桑那州开办农场，同时考虑到新大陆边境地区可能很不安全，威尔顿留在英格兰，准备过一段时间再去美国。不久，威尔顿生下孩子，但安德森夫人不相信女佣已同切特温成婚，以未婚生子的罪名将她赶出农场。威尔顿带着新生儿飘洋过海来到亚利桑那州，终于抵达丈夫的牧场。
切特温忙于管理牧场，威尔顿受到冷落，觉得丈夫不爱她。一天，牧场附近有人受伤，威尔顿认出此人就是佩勒姆。佩勒姆利用她的孤独感趋虚而入，向威尔顿求爱。威尔顿表示对佩勒姆没有爱情，但在后者劝说下却决定一起远走高飞。牧场印第安女佣星光（Starlight）发现女主人收拾行装，于是问她夫妻俩的孩子失去母亲后应该怎么办。威尔顿幡然醒悟，拒绝佩勒姆并回到丈夫身边。电影最终没有透露佩勒姆的结局，有可能被星光所杀。

## 演员
- 克莱尔·惠特尼（Claire Whitney）饰莉迪亚·威尔顿
- 斯图尔特·霍姆斯（Stuart Holmes）饰伯纳德·切特温
- 沃尔特·希区柯克（Walter Hitchcock）饰尤斯塔斯·佩勒姆
- 特蕾莎·米歇琳娜（Theresa Michelena）饰星光[3][4]

## 制作
安妮·索菲·科里（Annie Sophie Cory）用笔名维多利亚·克罗斯（Victoria Cross）写作，是英国颇受欢迎但也极具争议的新女人小说家。她的作品经常涉及通奸和女子性行为，情节往往与当时人们普遍观念中的两性角色不符，会用女人的欲望来推动情节。伊丽莎白·比斯兰德（Elizabeth Bisland）认为，科里1907年小说《生活橱窗》的主角莉迪亚有非常鲜明的现代主义特点，可与获得社会更大范围认可的《红字》女主角海丝特·白兰（Hester Prynne）相比。《生活橱窗》与克罗斯其他大部分小说一样引发争议，一度被英国流通图书馆协会列为禁书。小说情节经过删减，改编成颇受欢迎的舞台剧。
1914年，威廉·福克斯经营的票房吸引力电影租赁公司事业蒸蒸日上。该司从巴尔博亚娱乐制作公司（Balboa Amusement Producing Company）等制片商购买电影，一边在福克斯位于纽约地区的影院放映，同时向国内其他地区放映商出租胶片。如果不是福克斯觉得生意不能完全依赖他人供货，《生活橱窗》很可能也会由其他公司制作。福克斯决定由旗下的票房吸引力公司自行制作本片，他买下新泽西州卑爾根縣利堡（Fort Lee）的艾克莱尔制片厂和位于史泰登岛的设施，挑选演员和剧组成员，开始像当时许多制片厂一样把成名作品改编成电影。
福克斯以100美元买下电影改编版权。与之前的舞台剧本一样，玛丽·阿斯奎斯（Mary Asquith）改编的剧本同样删除原著大部分性爱争议内容，希望能让福克斯刚刚创办的制片厂融入美国电影工业。福克斯聘请詹姆斯·戈登·爱德华兹（J. Gordon Edwards）执导，这很可能是后者的导演处女作。《圣埃尔默》虽然更早，但导演身份尚具争议，部分来源认为该片是伯特伦·布莱肯（Bertram Bracken）执导。
《生活橱窗》在史泰登岛取景，可能还在位于利堡的制片厂拍摄。虽是五卷长片，但电影预算偏低，不同来源认为本片耗资4500或6000美元。福克斯后来宣传电影期间把成本夸大30倍之多。相比之下，当时同等长度的电影大多需要两到三万美元完成拍摄。据电影史学家特里·拉姆齐（Terry Ramsaye）记载，福克斯起初对拍完的电影很不满意，一度想“把这垃圾玩意儿烧了 ！”但在他人劝说下改变主意。1914年10月20日，《生活橱窗》在纽约音乐学院（Academy of Music）首映，但正式上映则要等到11月19日。

## 评价和影响

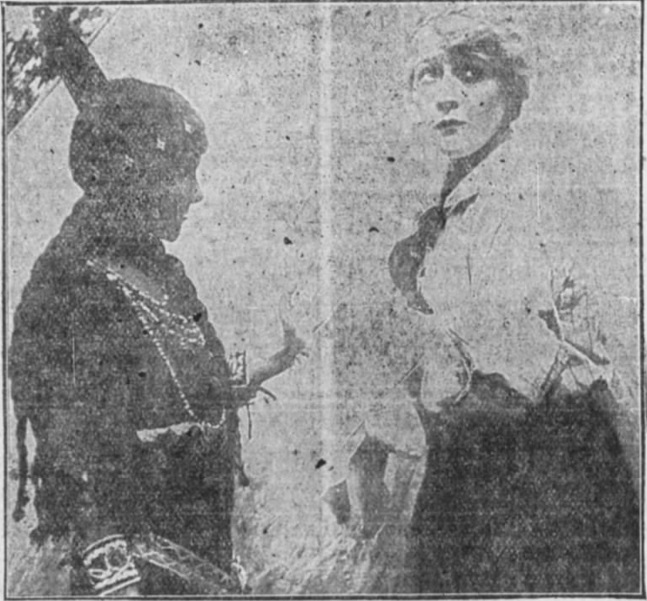
米歇琳娜和惠特尼拍摄的宣传照

《生活橱窗》上映后所获评价褒贬不一。《电影世界》（The Moving Picture World）影评人斯蒂芬·布什（W. Stephen Bush）认为电影剧情和摄影问题重重，特别是在音乐学院首映时的音乐伴奏简直差到超乎想象，但《生活橱窗》仍然堪称“一流”。对于剧本删减的小说情节，布什声称：“即便是最顽固的卫道士也找不出毛病”。杂志一周后刊出福克斯的回复，感谢布什的评述，承诺自家拍摄的电影不会出现色情或性爱戏码。彼得·米尔恩（Peter Milne）在《电影新闻》（Motion Picture News）发文，认可电影对小说情节的删减和现实主义质感。《综艺》对本片评论不佳，认为剪辑、导演和惠特尼的演出都很不理想，原著小说的大名是电影唯一卖点。
电影商业上颇为成功，尤其受女观众青睐。电影在纽约奥杜邦剧院上映首周，买票的观众排出超过一个街区长的两列队伍。票房吸引公司与制片厂共同组成福克斯电影公司后，本片通过新公司名继续发行。电影在纽约的首映大获成功，这又与福克斯吹嘘的拍摄成本一样成为在其他地区宣传的重要卖点。
福克斯早期制作的大部分无声片都在1937年福克斯金库火灾中毁于一旦，《生活橱窗》很可能就在其中。美国国会图书馆没有任何本片副本存世的记载。

### 脚注
1. 1 2 3  Life's Shop Window-American Film Institute.
2. 1 2 3 4 5  Bush 1914，第944頁.
3. ↑  Questions and Answers.
4. 1 2  William Fox Presents Life's Shop Window.
5. 1 2  Forward 1999，第159頁.
6. ↑  Nelson 2000，第3–4, 70頁.
7. 1 2 3  Wilson 2013，第63頁.
8. ↑  Bisland 1908，第226–236頁.
9. ↑  'Life's Shop Window' Mild-Variety.
10. ↑  Box Office Engages Array of Broadway Stars.
11. ↑  Solomon 2011，第13頁.
12. ↑  Slide 2001，第26–27頁.
13. ↑  Jura & Bardin 2007，第70頁.
14. 1 2 3 4 5 6 7  Solomon 2011，第14頁.
15. 1 2  Golden 1996，第30頁.
16. 1 2  Shepherd 2013，第197頁.
17. 1 2 3 4  Federal Reserve Bank of Minneapolis-What’s a dollar worth?.
18. ↑  St. Elmo [motion picture]-Library of Congress.
19. ↑  St. Elmo-Catalogue of Feature Films.
20. ↑  Koszarski 2005，第198頁.
21. 1 2 3  Ramsaye 1964，第701頁.
22. 1 2  Solomon 2011，第227頁.
23. 1 2  'Life's Shop Window' To-day-The Cincinnati Enquirer.
24. ↑  Finler 2003，第41頁.
25. ↑  More Stars-Variety.
26. ↑  Fox Agrees with Bush-The Moving Picture World.
27. ↑  Milne 1914，第40頁.
28. ↑  Life's Shop Window-Variety.
29. ↑  Notes of the Trade & The Moving Picture World，第1098頁.
30. ↑  Solomon 2011，第19頁.
31. ↑  Fox Film Company Formed in Milwaukee & Motion Picture News，第33頁.
32. ↑  At the Galax Today & Asheville Citizen-Times，第10頁.
33. ↑  Slide 2000，第13頁.
34. ↑  Tarbox 1983，第188, 208頁.
35. ↑  Life's Shop Window / Claire Whitney [motion picture] & American Silent Feature Film Database.

### 书目
- Finler, Joel W. . Wallflower Press. 2003  [2020-07-31]. ISBN 978-1-903364-66-6.
- Forward, Stephanie. . Sage, Lorna  (编). . Cambridge University Press. 1999: 159. ISBN 978-0-521-66813-2.
- Golden, Eve. . Vestal Press. 1996. ISBN 978-1-879511-32-3.
- Jura, Jean-Jacques; Bardin, Rodney Norman. . McFarland. 2007. ISBN 978-0-7864-3098-7.
- Koszarski, Richard. . Indiana University Press. 2005. ISBN 978-0-86196-652-3.
- Nelson, Carolyn Christensen (编). . Broadview Press. 2000  [2020-07-31]. ISBN 978-1-55111-295-4.
- Ramsaye, Terry. . Routledge. 1964 [1926]. ISBN 978-0-7146-1588-2.
- Shepherd, David J. . Cambridge University Press. 2013. ISBN 978-1-107-04260-5.
- Slide, Anthony. . McFarland. 2000. ISBN 978-0-7864-0836-8.
- Slide, Anthony.  2nd. Scarecrow Press. 2001. ISBN 978-1-57886-015-9.
- Solomon, Aubrey. . McFarland. 2011. ISBN 978-0-7864-6286-5.
- Tarbox, Charles H. . Jef Films. 1983. ISBN 978-0-9610916-0-6.
- Wilson, Nicola. . Bradshaw, David; Potter, Rachel  (编). . Oxford University Press. 2013: 52–70. ISBN 978-0-19-969756-4.

### 期刊、报纸、新闻稿和网页
- Bush, W. Stephen. . The Moving Picture World. 1914-11-14, 22 (7): 944  [2020-07-31].
- . Catalogue of Feature Films. American Film Institute.   [2015-01-09]. （原始内容存档于2018-12-17）.
- . Photoplay. 1916, 10 (3): 149–152, 165, 167–170  [2020-07-31].
- (herald). Box Office Attractions Company. c. 1914.
- Bisland, Elizabeth. . The North American Review. 1908, 188 (633): 226–236.
- . Variety. 1912-10-06, 28 (1): 11  [2020-07-31].
- . Motion Picture News. 1914-11-21, 10 (20): 24  [2020-07-31].
- . American Silent Feature Film Database. Library of Congress.   [2015-01-09]. （原始内容存档于2018-09-06）.
- . Catalogue of Feature Films. American Film Institute.   [2015-03-17]. （原始内容存档于2015-09-25）.
- . The Cincinnati Enquirer 71 (342). 1914-12-08: 8. （原始内容存档于2018-09-06） –Newspapers.com.
- . Variety. 1914-10-10, 36 (6): 22  [2020-07-31].
- Milne, Peter. . Motion Picture News. 1914-11-21, 10 (20): 40  [2020-07-31].
- . The Moving Picture World. 1914-11-21, 22 (8): 1097  [2020-07-31].
- . Variety. 1914-11-14, 36 (11): 25  [2020-07-31].
- . The Moving Picture World. 1914-11-21, 22 (8): 1098  [2020-07-31].
- . Motion Picture News. 1914-11-28, 10 (21): 33  [2020-07-31].
- . Asheville Citizen-Times 20 (149) (Asheville, NC). 1915-09-05: 10. （原始内容存档于2018-09-06） –Newspapers.com.
- . American Silent Feature Film Database. Library of Congress.   [2020-07-31]. （原始内容存档于2018-09-06）.
- . Federal Reserve Bank of Minneapolis.   [2020-07-31]. （原始内容存档于2020-06-25）.